# Bengalens lagstiftande församling
Bengalens lagstiftande församling (Bengal Legislative Council, Bengal Legislative Assembly) var Bengalens demokratiskt valda provinsparlament under brittisk tid.